# Lake Almanor West
Lake Almanor West és una concentració de població designada pel cens dels Estats Units a l'estat de Califòrnia. Segons el cens del 2000 tenia 329 habitants.

## Demografia
Segons el cens del 2000, Lake Almanor West tenia 329 habitants, 165 habitatges, i 134 famílies. La densitat de població era de 55,2 habitants/km².
Dels 165 habitatges en un 7,3% hi vivien nens de menys de 18 anys, en un 78,8% hi vivien parelles casades, en un 1,8% dones solteres, i en un 18,2% no eren unitats familiars. En el 15,8% dels habitatges hi vivien persones soles el 8,5% de les quals corresponia a persones de 65 anys o més que vivien soles. El nombre mitjà de persones vivint en cada habitatge era d'1,99 i el nombre mitjà de persones que vivien en cada família era de 2,19.
Per edats la població es repartia de la següent manera: un 7% tenia menys de 18 anys, un 0,3% entre 18 i 24, un 9,4% entre 25 i 44, un 45,6% de 45 a 60 i un 37,7% 65 anys o més.
L'edat mediana era de 60 anys. Per cada 100 dones de 18 o més anys hi havia 97,4 homes.
La renda mediana per habitatge era de 48.092 $ i la renda mediana per família de 49.539 $. Els homes tenien una renda mediana de 80.102 $ mentre que les dones 42.875 $. La renda per capita de la població era de 29.294 $. Entorn del 13% de les famílies i el 13,4% de la població estaven per davall del llindar de pobresa.

## Poblacions més properes
El següent diagrama mostra les poblacions més properes.